# نادي ألتين أسير
نادي ألتين أسير لكرة القدم ((بالتركمانية: Altyn Asyr futbol kluby)‏) هو نادي كرة قدم تركماني مقره في عشق آباد. تأسس في عام 2008، ويلعب في يوكاري ليغا، الدرجة الممتازة من كرة القدم التركمانستانية. يلعب الفريق مبارياته البيتية على ملعب عشق آباد.

## الإنجازات
يوكاري(5)2014، 2015 2016 2017 2018
كأس تركمانستان (1)2009، 2015
كأس السوبر التركمانستاني (2)2015، 2016
كأس رئيس تركمانستان (2)2010، 2011